# BBC Radio 3 Awards for World Music
De BBC Radio 3 Awards for World Music was een muziekprijs die tussen 2003 en 2008 werd uitgereikt aan wereldmuziekartiesten, gesponsord door BBC Radio 3. De prijs is bedacht door Ian Anderson, redacteur van het tijdschrift fRoots, geïnspireerd door de BBC Radio 2 Folk Awards. De lijsten met genomineerden werden geselecteerd door een panel van enkele duizenden experts uit de muziekindustrie. Een twaalfkoppige jury koos vervolgens de winnaars (met uitzondering van de categorie Publieksprijs).
In maart 2009 besloot de BBC om de BBC Radio 3 Awards for World Music af te schaffen. Het Britse tijdschrift Songlines nam de prijs daarna over onder de naam Songlines Music Awards.
The Guardian schreef in een redactioneel artikel het einde van de BBC Radio 3 World Music Awards te betreuren. De awards gaven de wereldmuziekscene meer zichtbaarheid, en hielpen de carrière van artiesten als Mariza.

## Winnaars
| Jaar | Afrika                      | Azië & Pacific            | Amerika                                | Europa             | Midden Oosten & Noord Afrika | Nieuwkomer          | Grens-overschrijdend                   | Club Global                         | Critics Award    | Publieks prijs     | Album van het jaar                      |
| ---- | --------------------------- | ------------------------- | -------------------------------------- | ------------------ | ---------------------------- | ------------------- | -------------------------------------- | ----------------------------------- | ---------------- | ------------------ | --------------------------------------- |
| 2003 | Orchestra Baobab            | Mahwash & Ensemble Kaboul | Los de Abajo                           | Mariza             | Samira Said                  | Gotan Project       | Ellika & Solo                          | N.v.t.                              | Orchestra Baobab | N.v.t.             | N.v.t.                                  |
| 2004 | Daara J                     | Sevara Nazarkhan          | Ibrahim Ferrer                         | Ojos de Brujo      | Kadim Al Sahir               | Warsaw Village Band | Think Of One                           | DJ Dolores en Orchestra Santa Massa | Rokia Traoré     | Kadim Al Sahir     | N.v.t.                                  |
| 2005 | Tinariwen                   | Kaushiki Chakrabarty      | Lhasa                                  | Amparanoia         | Khaled                       | Chango Spasiuk      | Bebo Valdés en Diego El Cigala         | Clotaire K                          | Youssou N'Dour   | Ivo Papasov        | N.v.t.                                  |
| 2006 | Amadou & Mariam             | Sain Zahoor               | Ry Cooder                              | Fanfare Ciocarlia  | Souad Massi                  | Konono N°1          | Nitin Sawhney                          | DJ Shantel                          | N.v.t.           | Armenian Navy Band | Amadou & Mariam - Dimanche à Bamako     |
| 2007 | Mahmoud Ahmed               | Debashish Bhattacharya    | Gogol Bordello                         | Camille            | Ghada Shbeir                 | K'naan              | Maurice El Medioni & Roberto Rodriguez | Gotan Project                       | N.v.t.           | Ghada Shbeir       | Ali Farka Touré - Savane                |
| 2008 | Bassekou Kouyate & Ngoni Ba | Sa Dingding               | Andy Palacio & The Garifuna Collective | Son de la Frontera | Rachid Taha                  | Mayra Andrade       | Justin Adams & Juldeh Camara           | Transglobal Underground             | N.v.t.           | N.v.t.             | Bassekou Kouyate & Ngoni Ba - Segu Blue |